# 石部安浩
石部 安浩（いしべ やすひろ、1938年1月16日 - 2010年9月29日）は、中央大学名誉教授。元陸上競技（走高跳）選手。1986年4月から2008年3月まで中央大学教授。1978年4月から1990年3月まで中央大学陸上競技部監督。1995年ユニバーシアード福岡大会の日本代表の陸上女子監督、2000年日本学生陸上競技連合オーストラリア遠征の日本代表監督。日本陸上競技連盟強化委員、関東学生陸上競技連盟コーチ、日本学生陸上競技連合強化委員などを務めた。

## 経歴
- 金光学園中学校2年の時、陸上競技部顧問に声を掛けられて陸上競技（走高跳）を始めた。
- 高校時代、全国高等学校陸上競技対校選手権大会（インターハイ）優勝、国民体育大会(19歳未満)優勝、その後、中央大学へ進学した。入学後の2年間は、膝蓋靭帯（英語版）炎（ジャンパー膝）の為に競技を中断していたが、大学3年時に競技を再開、その年、1958年には日本陸上競技選手権大会（日本選手権）で準優勝して復活した。中央大学卒業後はリッカーミシンへ進み、1962年にベリーロールで2mを記録、同年、日本選手権で優勝、翌年1963年に現役を引退した。
- 教員としての経歴は、1962年中央大学体育研究助手となって以降、1972年中央大学法学部講師、1976年中央大学法学部助教授、1986年中央大学法学部教授に就任、2008年4月に名誉教授となった。
- 陸上競技指導者としては、1975年4月から中央大学陸上競技部の助監督、1978年4月に監督となり、1995年4月から2008年3月まで副部長を務めた。一方で、1971年4月から日本陸上競技連盟の委員を務め、その後も関東学生陸上競技連盟、日本学生陸上競技連合の各種委員を務めた。その間、1995年8月のユニバーシアード福岡大会では、日本女子監督を務めた。
- 2010年9月29日、北里大学病院にて死去した。

## 略歴

### 学歴
- 1956年　金光学園高等学校卒業
- 1960年　中央大学法学部政治学科卒業

### 職歴
- 1960年4月　リッカーミシン株式会社入社
- 1962年4月　中央大学体育研究助手
- 1966年4月　中央大学体育講師
- 1972年4月　中央大学法学部講師
- 1976年4月　中央大学法学部助教授
- 1986年4月　中央大学法学部教授
- 2008年4月　中央大学名誉教授

### 学内委員
- 1994年4月　中央大学保健体育研究所長（～2000年3月）
- 2003年4月　中央大学保健体育研究所長（～2006年3月）

## 陸上競技 指導経歴

### 中央大学 陸上競技部
- 1975年4月～1978年3月　中央大学陸上競技部助監督
- 1978年4月～1990年3月　中央大学陸上競技部監督
- 1995年4月～2008年3月　中央大学陸上競技部副部長

### 中央大学外 略歴
- 1971年4月　日本陸上競技連盟法制部委員（～1984年3月）
- 1977年4月　日本陸上競技連盟陸連時報編集委員（～1981年3月）
- 1978年10月 日本陸上競技連盟強化委員（～1982年3月）
- 1980年4月　関東学生陸上競技連盟コーチ（～1982年3月）
- 1990年4月　日本学生陸上競技連合強化委員（～2002年3月）
- 1991年4月　日本陸上競技連盟強化委員/ジュニア部副部長（～1994年3月）
- 1991年7月　国際ジュニア陸上競技大会 日本選手団コーチ、第17回米国東海岸招待陸上競技大会 日本選手団コーチ
- 1993年7月　米国ハワイ州陸上競技選手権大会 日本選手団コーチ、第19回米国東海岸招待陸上競技大会 日本選手団コーチ
- 1995年8月　ユニバーシアード福岡大会 日本女子監督
- 1997年・1998年・1999年　実業団・学生対抗陸上競技大会 学生チーム監督
- 2000年2月　日本学生陸上競技連合オーストラリア遠征 監督
- 2002年4月～　日本学生陸上競技連合参与
- 2008年4月～　日本学生陸上競技連合国際委員

## 陸上競技経歴/記録 走高跳（ベリーロール）

### 中学時代（金光学園中学校）
- 1952年　全日本ジュニア・レクリエーション大会岡山県大会　優勝（1m50cm）
- 1952年　第3回岡山県中学校郡市対抗大会　優勝（1m65cm）

### 高校時代（金光学園高等学校）

#### 1954年
- 岡山県高校対抗選手権大会　優勝（1m70cm）
- 中国高校対抗選手権大会　優勝（1m73cm）
- 岡山県第2回新人大会　優勝（1m65cm）

#### 1955年
- 岡山県高校対抗選手権大会　優勝（1m70cm）
- 中国高校対抗選手権大会大会　優勝（1m73cm）
- 岡山県第2回新人大会　優勝（1m65cm）
- 岡山県高校対抗選手権大会　優勝（1m80cm）
- 中国高校対抗選手権大会　優勝（1m76cm）
- 第8回全国高等学校陸上競技対校選手権大会（インターハイ）　優勝（1m84cm）
- 第8回全国高校東西対抗　優勝（1m81cm）
- 第10回国民体育大会岡山県予選　優勝（1m80cm）
- 第10回国民体育大会(19歳未満)　優勝（1m86cm）(全国高校ランキング1位、日本ランキング6位)

### 大学時代（中央大学）
1956年4月中央大学入学～1958年3月　膝蓋靭帯炎（ジャンパー膝）の為、2年間競技中断

#### 1958年
- 第37回関東学生対校選手権大会　優勝（1m93cm）
- 第27回日本学生対校選手権大会　準優勝（1m80cm）
- 第15回全日本学生東西対抗　優勝（1m90cm）
- 日米学生対抗東京大会　準優勝（1m85cm）
- 日米対抗札幌大会　3位（1m85cm）
- 第42回日本陸上競技選手権大会（日本選手権）　準優勝（1m90cm）

### リッカーミシン時代

#### 1960年
- 第8回全日本実業団対抗大会　準優勝（1m95cm）
- 第13回全国勤労者大会　優勝（1m98cm、全日本ランキング3位）

#### 1961年
- 日本最初の室内大会　優勝（1m90cm）
- 第1回NHK室内国際大会　3位（1m90cm）
- 第1回日本室内選手権大会　準優勝（1m90cm）
- 第1回実業団対学生　準優勝（1m90cm）
- 第45回日本選手権　準優勝（1m95cm、日本ランキング3位）

#### 1962年
- 第6回三部対抗（中大・日大・リッカー）　優勝（2m00cm、日本ランキング3位）
- 第4回東日本実業団対抗大会　優勝（1m90cm）
- 第17回神奈川県選手権大会　優勝（1m90cm）

### 中大クラブ時代

#### 1962年
- 第46回日本選手権　優勝（1m95cm）

#### 1963年
- 第47回日本選手権　1m93cm（引退）

## 論文
- 女子陸上競技選手の損傷とトレーニングについて（社団法人日本体育学会 1966年7月）
- 走高跳選手の筋力挙踵力について（社団法人日本体育学会 1966年7月）
- 陸上競技の記録の変遷とその要因について（中央大学保健体育教科運営委員会 1975年1月）
- 陸上競技の記録の変遷とその要因について-2-（中央大学保健体育教科運営委員会 1976年1月）
- 女子陸上競技選手の体力-1-形態について（中央大学保健体育教科運営委員会 1984年1月）
- 女子陸上競技選手の体力-2-機能について-1-（中央大学保健体育教科運営委員会 1985年1月）
- 女子陸上競技選手の体力-3-機能について-2-（中央大学保健体育教科運営委員会 1986年1月）
- 高精度『電子計時機』の研究・開発について（社団法人日本体育学会 1990年9月）
- 外国の高齢者を対象とした生活と健康に関する基礎的調査報告（中央大学保健体育教科運営委員会 1996年3月）
- 中央大学における保健体育教科の在り方について（中央大学保健体育教科運営委員会 1997年3月）
- 大学女子運動選手の間欠的パワー発揮（日本体力医学会 2000年12月）
- 短期間のハイパワー・トレーニングが女子運動選手の間欠的パワー発揮に及ぼす影響（中央大学出版部 2002年2月）
- 短距離走の筋活動--加速区間・最高速度区間・速度低減区間を比較して（中央大学出版部 2000年2月）
- 疾走能力差による100m疾走様相の相違--女子の場合（中央大学出版部 2003年）
- スポーツ心臓健診におけるPQ短縮に対する対応（日本体力医学会 2004年10月）
- 「心臓メディカルチェック事業」2004年度報告（中央大学出版部 2005年）